# Утвик, Бьёрн Инге
Бьёрн Инге Утвик (норв. Bjørn Inge Utvik; род. 28 февраля 1996, Avaldsnes, Ругаланн) — норвежский футболист, защитник клуба «Ванкувер Уайткэпс».

## Клубная карьера
Утвик — воспитанник клуба «Хёугесунн». В 2012 году он был включён в заявку на сезон. Его дебют за «Хёугесунн» состоялся 1 мая в матче Кубка Норвегии против «Авальдснеса». В 2013 году Утвик перешёл в «Согндал». 16 мая в матче против «Стрёмгодсет» он дебютировал в Типпелиге. 27 апреля 2014 года в поединке против своего бывшего клуба «Хёугесунна» Бьёрн Инге забил свой первый гол за «Согндал». По итогам сезона клуб вылетел в Первый дивизион Норвегии, но остался в клубе и спустя год помог команде вернуться обратно.
В 2018 году Утвик перешёл в «Сарпсборг 08». 13 мая в матче против «Стрёмгодсета» он дебютировал за новую команду. 3 ноября 2019 года в поединке против «Тромсё» Бьёрн Инге забил свой первый гол за «Сарпсборг 08».
30 января 2024 года Утвик подписал контракт с клубом канадским «Ванкувер Уайткэпс» до конца сезона 2025 с опцией продления на сезон 2026. 14 февраля в поединке Кубка чемпионов КОНКАКАФ 2024 мексиканского «Тигреса УАНЛ» Бьёрн Инге дебютировал за новую команду, заменив в конце второго тайма Тристана Блакмона.